# Наньао (Тайвань)
24°28′00″ пн. ш. 121°48′00″ сх. д. / 24.466666666667° пн. ш. 121.8° сх. д.
Наньао (кит. 南澳鄉, пін. Nán'ào Xiàng) — гірська аборигенна волость у складі повіту Їлань, Республіка Китай.

## Географія
Волость лежить на півдні повіту. Розташована у межах Центрального пасма у північно-східній частині острова.

### Клімат
Громада знаходиться у зоні, котра характеризується вологим субтропічним кліматом. Найтепліший місяць — липень із середньою температурою 27 °C. Найхолодніший місяць — січень, із середньою температурою 15 °С.
| Клімат Наньао                 | Клімат Наньао | Клімат Наньао | Клімат Наньао | Клімат Наньао | Клімат Наньао | Клімат Наньао | Клімат Наньао | Клімат Наньао | Клімат Наньао | Клімат Наньао | Клімат Наньао | Клімат Наньао | Клімат Наньао |
| Показник                      | Січ.          | Лют.          | Бер.          | Квіт.         | Трав.         | Черв.         | Лип.          | Серп.         | Вер.          | Жовт.         | Лист.         | Груд.         | Рік           |
| Середній максимум, °C         | 17            | 19            | 20            | 23            | 26            | 28            | 30            | 29            | 28            | 25            | 22            | 19            | 23,8          |
| Середня температура, °C       | 15            | 17            | 18            | 20            | 23            | 25            | 27            | 26            | 26            | 23            | 20            | 17            | 21,4          |
| Середній мінімум, °C          | 14            | 15            | 16            | 18            | 21            | 23            | 24            | 24            | 24            | 21            | 19            | 15            | 19,5          |
| Норма опадів, мм              | 187.9         | 164.8         | 146.9         | 185           | 292.6         | 377.6         | 311.3         | 393.5         | 372.2         | 416.6         | 332           | 267.8         | 3448.2        |
| Днів з дощем                  | 13            | 10            | 10            | 11            | 14            | 17            | 13            | 15            | 11            | 12            | 14            | 14            | 154           |
| Вологість повітря, %          | 84            | 83            | 82            | 82            | 84            | 83            | 78            | 79            | 80            | 82            | 84            | 83            | 82            |
| ----------------------------- | ------------- | ------------- | ------------- | ------------- | ------------- | ------------- | ------------- | ------------- | ------------- | ------------- | ------------- | ------------- | ------------- |
| Джерело: World Weather Online |               |               |               |               |               |               |               |               |               |               |               |               |               |